# Magaly Reyes Chávez
Margarita Reyes Chávez (Cananea, Sonora, 7 de febrero de 1953 - Culiacán, Sinaloa, 24 de julio de 2019), conocida como Magaly Reyes Chávez, fue una maestra, investigadora y sindicalista mexicana, activista social por los derechos de las mujeres y la igualdad de género y defensora de los derechos humanos. Fue militante del movimiento democrático de izquierda y feminista. Fundó el Partido de la Revolución Democrática (PRD) y el colectivo Milenio Feminista.

## Trayectoria
Magaly Reyes era originaria de Cananea, en el estado mexicano Sonora. Estudio medicina en la Universidad Nacional Autónoma de México, UNAM, (1972-77) y se estableció en el municipio de Culiacán donde impartió cátedra. Fue directora de Servicio Social en la Universidad Autónoma de Sinaloa, donde se jubiló.
Fue fundadora del Partido de la Revolución Democrática (PRD) en Sinaloa y se sumó al movimiento de Morena. La activista se distinguió por trabajar durante más de 40 años en favor de los derechos de las niñas y mujeres, así como por la igualdad de género en su estado natal de Sinaloa.
En 1999 fue la impulsora del Instituto Sinaloense de las Mujeres (ISM) y fue Consejera Social del Instituto Nacional de las Mujeres (Inmujeres), del Frente Común Sinaloense. Además participó en el Movimiento Obrero Campesino Indígena y Popular y fue integrante del Parlamento de Mujeres de México. Es considerada uno de los iconos de la lucha por la igualdad de género, pues participó en casi todos los movimientos sociales de causas justas, además de fundar un sinfín de organizaciones civiles en defensa de los derechos humanos y de las mujeres.
En 1993 fundó Milenio Feminista, colectivo constituido por más de 150 organizaciones civiles de México que impulsan el cumplimiento de los acuerdos previstos en la IV Conferencia Mundial de la Mujer de Naciones Unidas, celebrada en la capital china, Pekín, en 1995. Como Coordinadora Nacional de Milenio Feminista, Reyes Chávez impulsó proyectos para asegurar la mejora de la condición social de las mujeres, contribuir al fortalecimiento institucional de las organizaciones de la sociedad civil, así como articular el trabajo nacional con las iniciativas desarrolladas en otros países.
Fue impulsora del Movimiento por la Universidad y resistencia sindical democrática de la UAS. Creó el Movimiento Sinaloense en Acción, donde se impulsaban la defensa de los derechos de las mujeres. Trabajó de forma coordinada con la Comisión Nacional de los Derechos Humanos (CNDH) de México.
En 2016 dirigió el Observatorio Electoral de Participación de las Mujeres, organismo vigilante de ver cumplido el principio de equidad en la integración de las cámaras legislativas y los ayuntamientos.
Casada con Arturo Zavala y con dos hijos Marat y Emiliano. En julio de 2019 Magaly Reyes Chávez falleció en la ciudad de Culiacán, a la edad de 66 años, víctima de cáncer. Hasta el mes de marzo estuvo en activo, participando en acciones sociales junto a su hijo Emiliano, también activista por los derechos humanos y la igualdad para las mujeres. Antes de ser incinerada, una misa por ella fue oficiada en la Catedral de Culiacán y posteriormente grupos de mujeres le rindieron homenaje asegurando que continuarán su tarea. La activista pidió que sus cenizas se conserven en su ciudad natal Cananea.